# Nyombi Morris

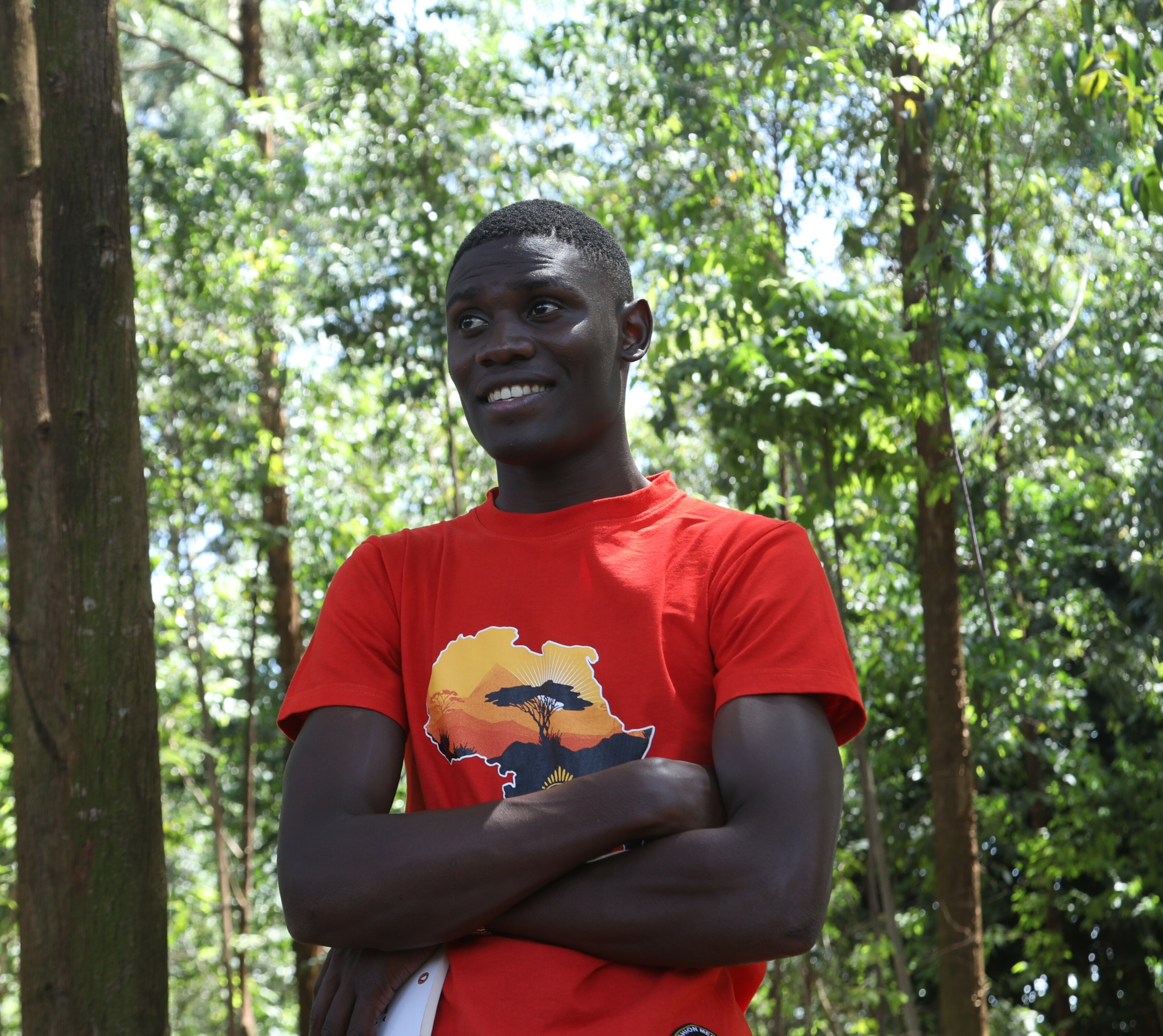
Nyombi Morris

Nyombi Morris (geb. 28. März 1998) ist ein ugandischer Klimaschützer. Für sein Engagement wurde er wiederholt mit internationalen Preisen ausgezeichnet.

## Leben
Morris Vater verließ die Familie, als er sechs Jahre alt war, sodass er mit seiner Mutter und zwei Geschwistern, einer Schwester und einem Bruder, aufwuchs. Dies führte dazu, dass seine Mutter nach allen möglichen Mitteln suchen musste, um für die Familie sorgen zu können, und die Familie von Kampala in ein Slumgebiet namens Luzira umziehen musste, wo es günstigere Häuser gab. Morris empfand seine gesamte Kindheit in Uganda als einen Kampf, Nahrung zu organisieren, einen Schlafplatz zu finden und eine Ausbildung zu bekommen. Aufgrund guter schulischer Leistungen erhielt Morris Fördergelder und Stipendien. Sein Studium konnte er jedoch nicht abschließen, sodass sich sein Traum nicht erfüllte, ein humanitärer und einflussreicher Nachrichtenredakteur in seinem Land zu werden.

## Wirken
Morris ist von der Idee einer Welt geleitet, in der natürliche Ressourcen und das Leben der Menschen respektiert und über den Profit gestellt werden. Während seiner Kindheit in Luzira war er mit vielen Herausforderungen durch die Klimakrise konfrontiert, sodass er im September 2019 beschloss, sich als Aktivist dem Klimaschutz zu widmen und, inspiriert von Vanessa Nakate, seine Gemeinde über den Klimawandel aufzuklären. Im September 2020 wurden Teile des Bugoma-Waldes für Zuckerrohrplantagen gerodet, wogegen er protestierte. Kurz nach dem Protest wurden fünf Twitter-Konten gesperrt, darunter auch Morris’ Konto. Morris ist aufgrund seiner Bemühungen um den Klimaschutz in seiner Heimat Sorge vor Verhaftungen ausgesetzt.
Er rief ein Projekt mit dem Titel Taking Climate Change to Schools ins Leben, das die junge Generation zur Ergreifung von Maßnahmen gegen den Klimawandel motivieren soll. Es umfasst die Förderung eines Klimalehrplans in Schulen, das Pflanzen von Bäumen und das Recycling von Plastikmüll. Im Rahmen dieses Projektes besuchte er zahlreiche Schulen und inspirierte damit Kinder zur Pflanzung von mehr als 47.500 Bäumen.
Er ist zudem ein Verfechter der Klimagerechtigkeitsbewegung Rise Up. Diese wurde 2019 gegründet und unterstützt junge Menschen auf der ganzen Welt dabei, sich zusammenzuschließen und etwas gegen den Klimawandel zu unternehmen.
Nachdem seine Schwester im Jahr 2023 als lesbisch geoutet und von ihrer Schule verwiesen wurde, setzte Morris sich auch für die Rechte von LGBTQ+ in Uganda ein. In der Folge erhielten er und seine Familie Drohungen. Zudem wurde er selbst als homosexuell diffamiert, sodass Morris sich aufgrund des Anti-Homosexuality Act im Oktober 2024 gezwungen sah, aus dem Land zu fliehen.

## Auszeichnungen
- Environmentalist of Tomorrow Award (2021), CNN.[2]
- Doha Debates Ambassador Award (2021)
- Population Matters Choice Ambassador Award (2022)
- Earth Champion Award (2022)